# Amphipyra acheron
Amphipyra acheron là một loài bướm đêm trong họ Noctuidae.